# Bidonì
Bidonì (sardisk: Bidunìu) er en by og en kommune (comune) i provinsen Oristano i regionen Sardinien i Italien. Byen ligger i 250 meters højde og har 145 indbyggere (2016). Kommunen har et areal på 11,72 km² og grænser til kommunerne Ghilarza, Nughedu Santa Vittoria, Sedilo og Sorradile.